# نيكولاي تروفيموف
نيكولاي تروفيموف (بالروسية: Николай Николаевич Трофимов)‏ هو ممثل روسي (وحمل سابقاً جنسية الاتحاد السوفيتي)، ولد في 21 يناير 1920 بسيفاستوبول في روسيا، وتوفي في 7 نوفمبر 2005 بسانت بطرسبرغ في روسيا. بدأ مشواره المهني سنة 1934، ومن الجوائز التي نالها فنان الشعب في الاتحاد السوفيتي سنة 1990 وميدالية الانتصار على ألمانيا في الحرب الوطنية العظمى 1941-1945 وميدالية اليوبيل "60 سنة من النصر في الحرب الوطنية العظمى 1941-1945" ‏ ووسام اليوبيل "أربعون عاماً من الانتصار في الحرب الوطنية العظمى 1941-1945" ‏ وفنان الشعب لجمهورية روسيا السوفيتية الاتحادية الاشتراكية ‏ سنة 1974 وميدالية اليوبيل "ثلاثون عاماً من الانتصار في الحرب الوطنية العظمى 1941-1945" ‏ ووسام النجمة الحمراء وميدالية اليوبيل "عشرون عاماً من الانتصار في الحرب الوطنية العظمى 1941-1945" ‏ وميدالية اليوبيل "50 سنة من النصر في الحرب الوطنية العظمى 1941-1945" ‏ وميدالية الدفاع عن لينينجراد ‏.

## أعمال

### أفلام
- (1967) الحرب والسلام[2]

## جوائز
- فنان الشعب في الاتحاد السوفيتي (1990)
- ميدالية الانتصار على ألمانيا في الحرب الوطنية العظمى 1941-1945
- ميدالية اليوبيل "60 سنة من النصر في الحرب الوطنية العظمى 1941-1945" [الإنجليزية]‏
- وسام اليوبيل "أربعون عاماً من الانتصار في الحرب الوطنية العظمى 1941-1945" [الإنجليزية]‏
- فنان الشعب لجمهورية روسيا السوفيتية الاتحادية الاشتراكية [الإنجليزية]‏ (1974)
- ميدالية اليوبيل "ثلاثون عاماً من الانتصار في الحرب الوطنية العظمى 1941-1945" [الإنجليزية]‏
- وسام النجمة الحمراء
- ميدالية اليوبيل "عشرون عاماً من الانتصار في الحرب الوطنية العظمى 1941-1945" [الإنجليزية]‏
- ميدالية اليوبيل "50 سنة من النصر في الحرب الوطنية العظمى 1941-1945" [الإنجليزية]‏
- ميدالية الدفاع عن لينينجراد [الإنجليزية]‏

## وصلات خارجية
- نيكولاي تروفيموف على موقع IMDb (الإنجليزية)
- نيكولاي تروفيموف على موقع ميوزك برينز (الإنجليزية)
- نيكولاي تروفيموف على موقع قاعدة بيانات الفيلم (الإنجليزية)